# アスペリティ
アスペリティ（英: asperity）は、地震学者の Thorne Lay と金森博雄が1980年に提唱した概念である。

## 解説
もともとの英語では物体表面の粗さを表現する言葉であるが、地震学において統一的で明瞭な定義がされた用語ではなく、複数の概念を持つ用語として使用されているため、文献によって使われ方が異なり混乱を招いていると指摘されている。

### 概念の例
例えば、弘瀬冬樹らは3通りのニュアンスの用語として使用している。
1. 断層面中の突起
2. 破壊強度の大きな領域
3. 地震時の単位面積あたりのモーメント解放量が大きな領域[2]。

また、山中佳子、菊地正幸らは、断層面で通常は強く固着しているが、地震時に大きくずれ動く領域との概念で使用している。

### 混乱の解決に向けて
南海トラフの巨大地震モデル検討会では、『強い強震動を発生させる領域』と『断層すべりの大きな領域』とする定義を用いていたが、誤解を避けるため下記の様に替わる用語定義をおこなった。
1. 強震動生成域
震度分布を評価するための断層モデルに使用する用語で、断層面のなかで特に強い地震波（強震動）を発生させる領域をいう。断層面のその他の領域は、従来と同様、強震動生成域の背景領域という。
2. 大すべり域、超大すべり域
大すべり域は、津波を評価するための断層モデルに使用する用語で、断層面のなかで大きく滑る領域をいう。その中でも特に大きく滑る領域を、超大すべり域という。断層面のその他の領域は、津波背景領域という。

## プレート間地震におけるアスペリティ仮説
プレート境界面では、プレート同士が普段から安定して滑らかにすべる「安定すべり領域」と圧力によって密着固定されすべりにくい「固着域」があり、アスペリティはこの場合において後者の固着域を指している。この固着域において歪みが蓄積されていき、プレートの耐力の限界に達し一気にすべることでプレート間地震が発生する。